# Vaccin contre le choléra
Le vaccin contre le choléra protège de cette même maladie infectieuse. Il est listé dans les médicaments essentiels par l'OMS. Trois vaccins anticholériques sont préqualifiés par l’OMS : Dukoral, Euvichol-Plus et Euvichol-S. Pour ces trois  vaccins, tous administrés par voie orale, 2 doses sont nécessaires pour obtenir une protection d'environ deux ans à trois ans, une seule dose pouvant être protectrice pour une durée limitée.  
En principe, les campagnes de vaccination contre le choléra en régions endémiques ou épidémiques viennent en complément des mesures prioritaires telles que la prise en charge adéquate des cas de choléra, les interventions en faveur de l'eau, des sanitaires et de l'hygiène alimentaire. En situation épidémique, la vaccination à une seule dose aurait montré son efficacité dans les situations d'urgence.
De manière générale, la vaccination n'est pas recommandée pour les voyageurs se rendant dans des régions où sévit le choléra (les précautions hygiéniques habituelles sont suffisantes). Elle est à envisager, au cas par cas, pour les personnels à haut risque (militaires, humanitaires, secouristes…) directement exposés à des cas de choléra, ou en zone rurale dépourvues de structures sanitaires.
D'autres vaccins sont homologués au niveau national sans être préqualifiés par l'OMS.  En 2024, il n'existe pas de vaccins induisant une protection à long terme contre le choléra.

## Historique
La recherche d'un vaccin contre le choléra débute dès la découverte de la bactérie Vibrio cholerae identifiée comme l'agent du choléra par Robert Koch en 1883.

### Premiers vaccins
En 1885, en Espagne, le microbiologiste Jaume Ferran s'inspirant des méthodes de Louis Pasteur, propose le premier vaccin contre le choléra. Il injecte en sous-cutané des émulsions à base de Vibrio vivants. Lors de la cinquième pandémie de choléra, dans la région de Valence, il procède à une vaccination de masse de la population d'Alzira, obtenant 1,3 % de cas de choléra chez les vaccinés, contre 7,7% chez les non-vaccinés. Ces résultats et ce vaccin sont plutôt rejetés par la communauté scientifique qui juge les travaux de Ferran comme imprudents et peu fiables. 
Ces premiers travaux sont repris par le russe Waldemar Haffkine, de l'institut Pasteur, qui met au point un vaccin parentéral à base de Vibrio atténués en se l'injectant d'abord à lui-même. Haffkine utilise ce vaccin en Inde en 1894, dans la région de Delhi et de Calcutta. De grandes études cliniques d'efficacité sont menées en Inde dans les années 1920 portant sur des dizaines de milliers de personnes, elles indiquent une efficacité d'environ 80 % sur une période de trois mois. 

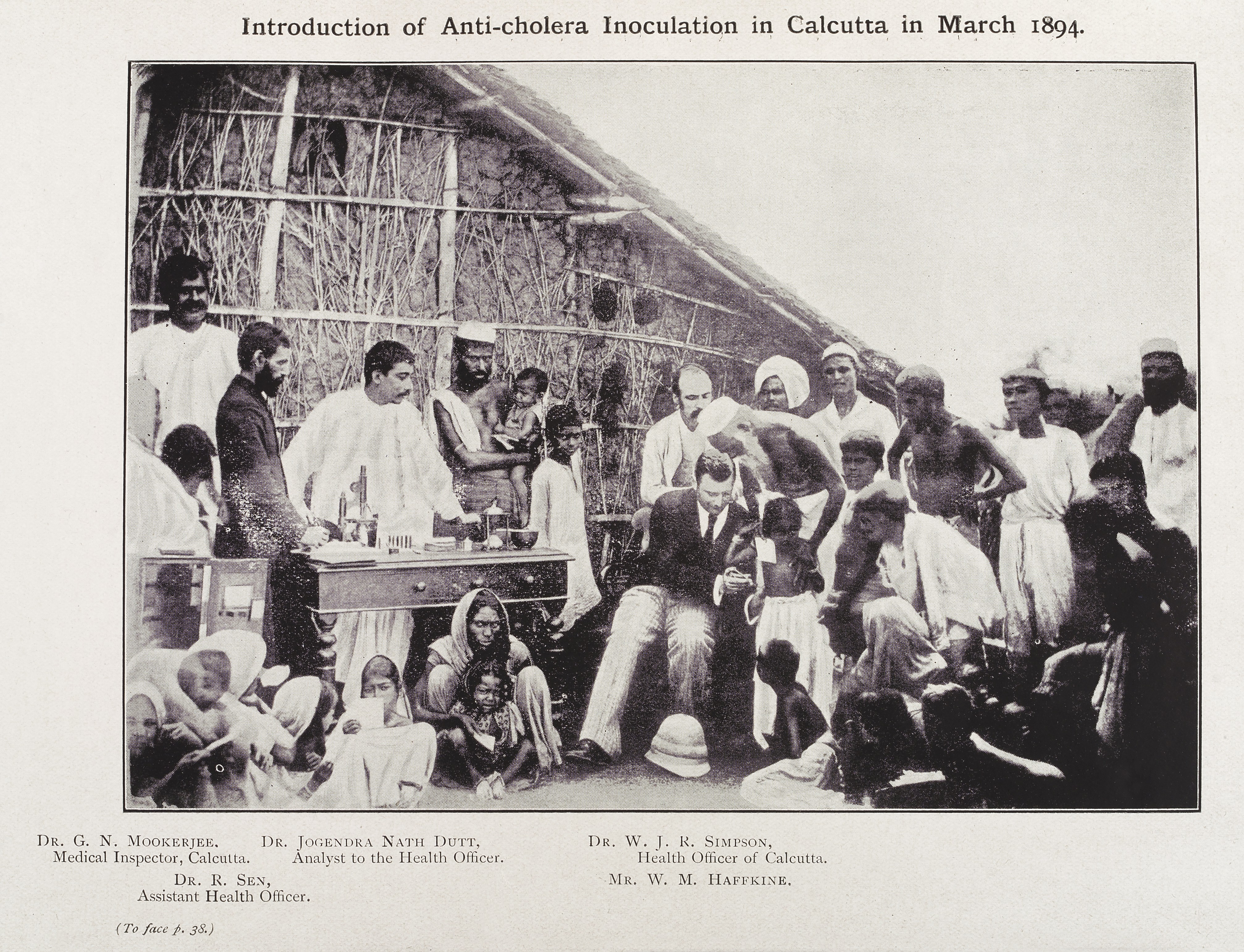
Waldemar Haffkine vaccinant contre le choléra, Calcutta 1894.

Durant cette période, d'autres chercheurs développent un vaccin oral contre le choléra. En 1893, Savchenko  et Sabolotny proposent un vaccin oral à base de Vibrio cholerae tués par le chaleur, apparemment efficace mais peu pratique car nécessitant de nombreuses prises à fortes doses. Dans les années 1920, Alexandre Besredka de l'institut Pasteur, développe un vaccin oral à base de Vibrio cholerae O1 tués, dit « bilivaccin » ou « vaccin bilié » car préparé sur bile de bœuf. En Inde, les études de l'époque indiquent que ce vaccin bilié a une efficacité de même ordre que le vaccin injectable, et plus protecteur contre le risque de décès, mais avec des effets secondaires tels qu'une diarrhée pouvant laisser croire que ce vaccin propageait la maladie. 
Ces premiers vaccins ont été largement utilisés au début du XXe siècle à cause de la crainte inspirée par les épidémies de choléra et l'absence de traitement efficace. De nombreux pays exigent des certificats de vaccination des voyageurs en provenance de régions endémiques, alors qu'il n'existait aucune preuve que la vaccination pouvait interrompre la propagation du choléra entre les pays. Pour les expatriés et les colons vivant en pays endémiques (avec manque d'accès à l'eau potable, d'assainissement et de réfrigération), il pouvait être plus prudent d'être vacciné. La nécessité de dose de rappel tous les six mois n'était pas un obstacle pour l'époque, le risque mortel de choléra étant permanent. 
Durant la première moitié du XXe siècle, le traitement médical moderne du choléra se développe (réhydratation par solutés) réduisant la létalité de la maladie de 70 % au début des années 1900 à moins de 1 % dans les années 1960. Les vaccins contre le choléra perdent de leur intérêt, surtout le vaccin parentéral. Des études cliniques contrôlées menées dans les années 1960 au Bangladesh et en Indonésie, plus conformes aux exigences modernes, indiquent une efficacité limitée de 50 % et de brève durée ne dépassant guère six mois. Les vaccins injectables les plus efficaces sont aussi ceux qui ont le plus d'effets secondaires. 
Dès lors, L'OMS ne recommande plus les vaccins injectables à Vibrio tués, à cause d'une balance bénéfice-risque défavorable : un programme intensif de vaccination en pays endémique détournerait des ressources utiles à des interventions plus efficaces, comme le contrôle de l'eau et des sanitaires. Ces vaccins ne sont plus produits ou commercialisés y compris aux États-Unis.

### Nouveaux vaccins oraux
Dans la deuxième moitié du XXe siècle, l'intérêt persistant pour les vaccins oraux contre le choléra se justifie par une meilleure connaissance de l'immunité anti-cholérique. L'immunité protégeant du choléra est le résultat d'anticorps secrétés par la muqueuse intestinale : l'administration orale d'antigènes serait donc le moyen le plus efficace pour induire une immunité des muqueuses. Les vaccins oraux ont aussi l'avantage d'être faciles à administrer, sans avoir besoin de personnel qualifié, et sans risque infectieux lié aux injections.
Plusieurs vaccins oraux à germe tué sont mis au point, le premier à être homologué internationalement en 1991 est le Dukoral (produit par Crucell, Pays-Bas). Cependant les vaccins restent très secondaires dans la lutte contre le choléra. En 2010, l'épidémie de choléra en Haïti suscite un changement d'attitude de l'OMS qui fait jouer un rôle plus important à la vaccination (constitution d'un stock mondial de vaccins anticholériques à partir de 2013).

## Vaccins disponibles
En 2025, trois vaccins contre le choléra (Dukoral, Euvichol-Plus et Euvichol-S) sont reconnus (préqualifiés) par l'OMS, d'autres ne sont reconnus que par des autorités nationales,.
Il existe aussi un vaccin oral à germe vivant (produit à l'origine par Berna biotech) , commercialisé aux États-Unis sous le nom de Vaxchora.

### Dukoral

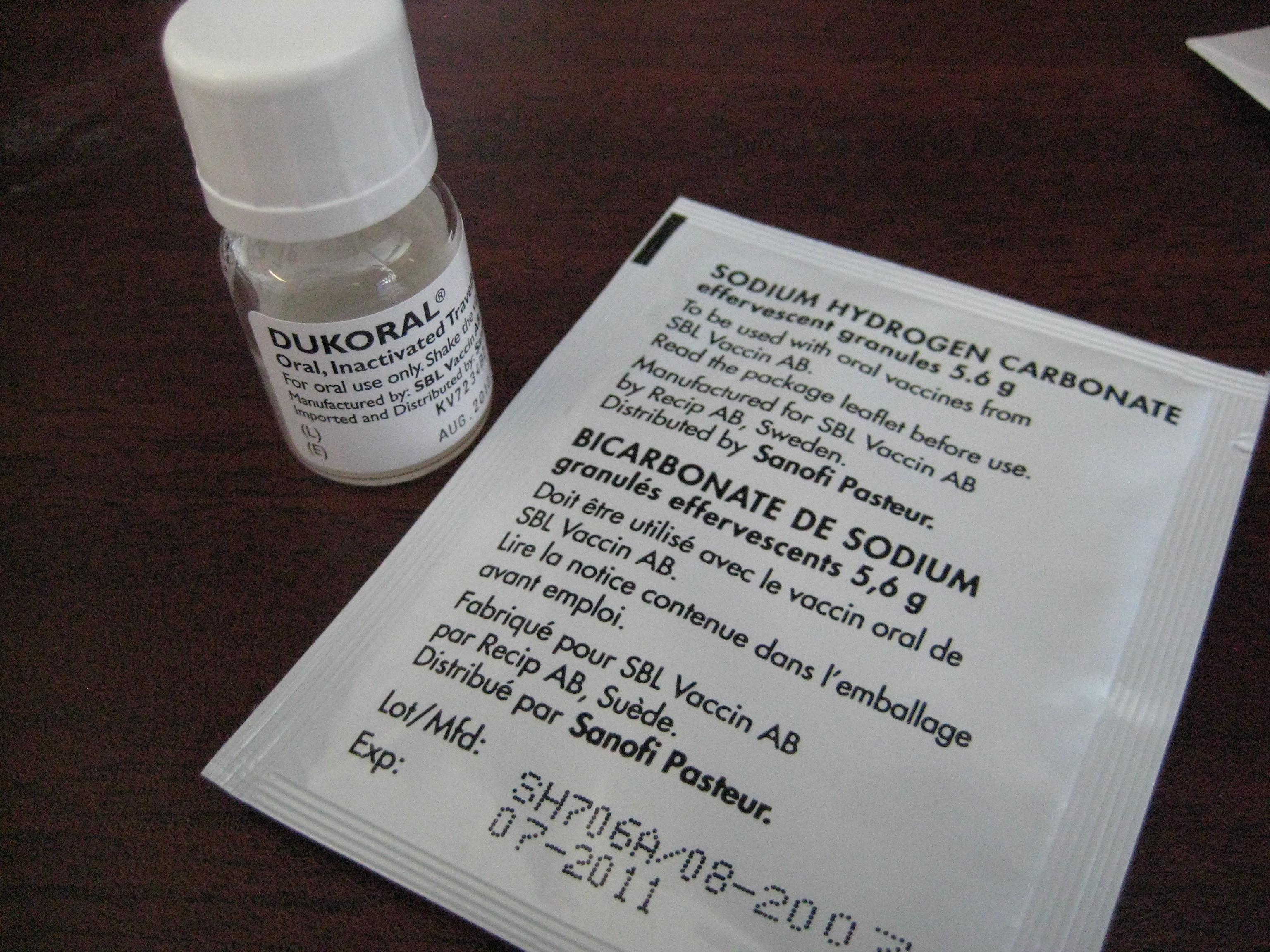
Dose de vaccin Dukoral avec son sachet de bicarbonates.

C'est un vaccin à germe entier tué (par la chaleur ou le formol), composé de V. cholerae sérogroupe O1 et de sous-unités de toxine cholérique B (CTB non virulente) obtenues par génie génétique. Ces dernières sont détruites par l'acidité gastrique, aussi le vaccin est donné avec une solution tampon de bicarbonates,.
Le vaccin se présente en formulation liquide. Chaque dose de 3 ml représente 1011 bactéries tuées et 1 mg de CTB. Le tampon se présente en granulé effervescent à l'arôme framboise à dissoudre dans un verre d'eau auquel on ajoute le vaccin, à prendre par la bouche. Il faut éviter de manger et de boire une heure avant et une heure après la vaccination,.
Dukoral peut être donné à toute personne de plus de 2 ans. Les deux doses doivent être administrées dans un intervalle de 7 jours au minimum et de 6 semaines au maximum. Une troisième dose est nécessaire chez l’enfant de 2 à 5 ans. Dukoral est principalement utilisé chez les voyageurs. Deux doses de Dukoral confèrent une protection anticholérique pendant deux ans. 
Ce vaccin a d'abord été produit en Suède dans les années 1980, puis aux Pays-Bas. En 2001, il est préqualifié par l'OMS et les agences de l'ONU, et il est enregistré dans plus de soixante pays, dont la France, mais pas aux États-Unis où il reste expérimental.

### Autres vaccins à germes entiers tués
Il s'agit d'un vaccin oral bivalent, comprenant deux sérogroupes O1 et O139 mais sans sous-unité B (CTB). Il en existe trois : mORCVax, Shanchol et Euvichol de même composition.

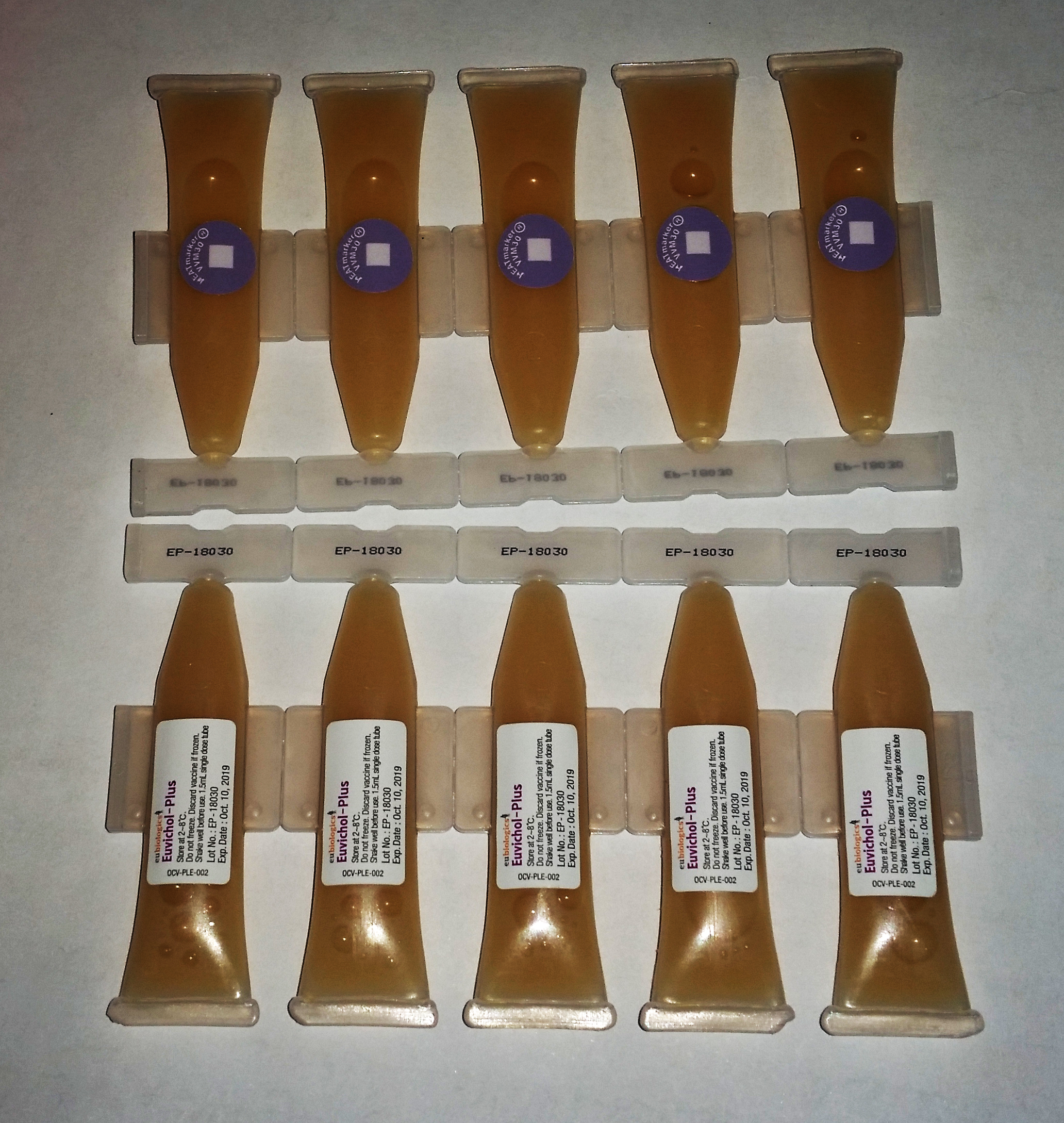
Lots de vaccins Euvichol-Plus.

ORCVax est le premier vaccin de ce type (d'abord monovalent puis bivalent) produit au Viêt Nam en 1997 avec l'aide de la Suède. Il est reformulé en 2004 sous le nom de mORCVax, et utilisé pour un usage national : plus de 20 millions de doses ont été administrées au Viêt Nam de 1998 à 2009.
Sa mise à disposition internationale s'est faite par transfert de fabrication en Inde et en Corée du Sud. En Inde, il est produit sous le nom de Shanchol par Shantha Biotechnics (en), une filiale indienne de Sanofi, et préqualifié par l'OMS en 2011,. Cette filiale décide en octobre 2020 de l'arrêt de la production du Shanchol pour la fin de l'année 2023. Le Shanchol représente 15 % des doses de vaccin anticholérique dans la réserve globale d'urgence de vaccins gérée par l'Alliance mondiale pour les vaccins et l'immunisation (Gavi) et qui compte environ 5 millions de doses.
En Corée du Sud, le vaccin est produit sous le nom d'Euvichol puis EuvicholPlus par la firme sud-coréenne Eubiologics. Il est préqualifié par l'OMS en 2016. C'est le vaccin principal du stock mondial de vaccins anticholériques. En 2021 la production annuelle d'EuvicholPlus dépassait les 25 millions de doses avec l'objectif, à la demande du Gavi, de dépasser les 50 millions.
En 2024, après l'arrêt de production du Shanchol, un nouveau vaccin Euvichol simplifié nommé Euvichol-S est préqualifié par l'OMS.
Ces vaccins oraux bivalents peuvent être donnés à toute personne de plus d’un an. Il doit y avoir un délai minimum de deux semaines entre chacune des deux doses de ces deux vaccins. Deux doses de Shanchol ou d’Euvichol confèrent une protection anticholérique pendant au moins 3 ans, une dose unique assurant une protection à court terme,.

### Vaccin à germes vivants
Il s'agit  d'un vaccin oral à germes vivants atténués. L'intérêt de ce type de vaccin est la possibilité d'obtenir une immunité maximale avec une seule dose, en retour la qualité du vaccin nécessite le strict respect d'une chaine du froid de -15°C à -25°C. La souche utilisée est une souche génétiquement modifiée, dite CVD 103-HgR, à partir d'une souche V. cholerae classique  (sérogroupe O1 Inaba). Cette souche atténuée exprime une sous-unité B (CTB),.
Ce vaccin se présente en deux sachets : l'un contient un lyophilisat de bactéries et l'autre un produit tampon à base de bicarbonates. Le vaccin buvable est reconstitué en mêlant le tout dans 100 ml d'eau pure. Il a d'abord été produit en Suisse par Berna Biotech, puis aux Pays-Bas par Crucell, commercialisé sous le nom d'Orochol dans plusieurs pays, mais sa production a été suspendue en 2004. Il est de nouveau commercialisé aux États-Unis par PaxVax en 2016 sous le nom de Vaxchora,.
Vaxchora est le seul vaccin anticholérique approuvé aux États-Unis. Il est disponible pour les personnes âgées de 2 à 64 ans voyageant dans une zone où le choléra est présent. Le vaccin, une dose unique prise par voie orale, doit être administré au moins 10 jours avant le voyage. Le fabricant de Vaxchora rapporte que le vaccin réduit le risque de diarrhée modérée et sévère chez les personnes âgées de 18 à 45 ans de 90 % 10 jours après la vaccination et de 80 % après 3 mois. On ne sait pas combien de temps dure la protection au-delà de 3 mois. En 2024, ce vaccin est disponible en France et utilisé à Mayotte. 

## Efficacité
L'efficacité des vaccins anticholériques a été étudiée lors d'essais réalisés notamment au Bengladesh, au Pérou, au Mozambique et à Haïti. Pour les vaccins à germes tués, elle est de l'ordre de 85 % à 4 ou 6 mois, et de 62 % à un an. Par immunité croisée, le vaccin Dukoral protège aussi contre les diarrhées à Escherichia coli à enterotoxines,. 
Pour les vaccins à germes vivants, les résultats sont discordants, variant de 14 % en Indonésie à 80 % aux États-Unis (à 3 mois).
Les vaccins à germes tués paraissent conférer une immunité de groupe en réduisant la transmission du choléra, par diminution de la charge fécale en V. choleræ des personnes infectées. Théoriquement, une couverture vaccinale de 60 % pourrait suffire à contrôler une épidémie de choléra,,.
Cependant, la vaccination ne saurait être utilisée seule, mais toujours en complément d'autres mesures. Selon l'OMS, la vaccination ne doit pas perturber la mise en œuvre des moyens prioritaires : la prise en charge adéquate des cas de choléra, et les interventions en faveur de l'eau, des sanitaires et de l'hygiène alimentaire.

## Sûreté et contre-indications
Les vaccins à germes tués sont bien tolérés. Les éventuels effets indésirables du Dukoral sont des troubles digestifs (gène douloureuse, diarrhée…) attribués au tampon de bicarbonates administrés aux deux groupes d'études (vaccin et placebo). Pour les vaccins  Shanchol et Euvichol, il n'y a pas de différence significative entre le groupe vacciné et le groupe placebo,.
Les contre-indications absolues sont une hypersensibilité à un constituant du vaccin ou à un de ses excipients. L'administration aux femmes enceintes et allaitantes se fait par évaluation risque/avantage.
Le vaccin à germes vivants (Vaxchora) ne doit pas être administré si une antibiothérapie a eu lieu dans les 14 jours précédents, ni dans les 10 jours qui précèdent une prévention du paludisme par chloroquine.

## Politique vaccinale
En 1973, l'OMS demande à ses états-membres que la vaccination contre le choléra ne soit plus exigée d'aucun voyageur.  Jusque dans les années 2000, cette vaccination n'offre qu'un intérêt négligeable dans la lutte contre le choléra, principalement à cause de sa courte durée d'action et d'un médiocre rapport coût-efficacité. Elle n'est proposée que pour des cas particuliers : personnel militaire, de santé ou humanitaire en mission temporaire dans des régions à risque élevée de choléra.
Depuis les années 2010, à la suite d'études réalisées au Zimbabwe, au Viet Nam et à Haïti, l'OMS a revu sa position concernant l'utilisation des vaccins anticholériques dans les pays endémiques et épidémiques. En complément des autres mesures (prioritaires), et à condition de ne pas les perturber, la vaccination peut être utilisée en ciblant les régions et les groupes de population à hauts risques après études approfondies de la situation (études épidémiologiques, faisabilité et coût-efficacité d'une campagne de vaccination). La vaccination de l'ensemble de la population n'est généralement pas justifiée,.
En 2013, l'OMS crée un stock mondial de vaccins oraux contre le choléra de 2 millions de doses, porté à 20 millions en 2018. L'objectif est de réduire la mortalité par choléra de 90 % dans 47 pays endémiques vers 2030,.
En 2022, pour répondre à une résurgence mondiale d'épidémies de choléra et à la rupture de stock, les experts de l'OMS prennent la décision exceptionnelle de remplacer provisoirement le schéma vaccinal standard à deux doses par un schéma à une seule dose. Ce qui a permis de protéger un plus grand nombre de personne. Il apparait qu'en situation d'urgence épidémique de choléra une protection rapide est plus importante que la durée de protection.
La vaccination n'est pas recommandée de manière générale pour les voyageurs se rendant dans des régions où sévit le choléra (les précautions hygiéniques habituelles sont suffisantes). Elle est à envisager au cas par cas, pour les personnels à haut risque (militaires, humanitaires, secouristes…) directement exposés à des patients infectés, ou à des aliments ou des eaux contaminées (zones rurales éloignées sans hygiène ni établissements de santé),.

## Recherches vaccinales
En 2024, il n'existe pas de vaccins induisant une protection à long terme contre le choléra, aussi les recherches se poursuivent pour des vaccins plus efficaces ou à moindre coût. Ce sont des vaccins oraux (à germes tués ou vivants) et injectables.
Un nouveau candidat vaccin oral à germe tué, à partir d'une souche El Tor génétiquement modifiée, est en cours de développement (phase 3) en Inde sous le nom de Hillchol (produit par les Laboratoires Hilleman (en)). Si les premières données son confirmées, il pourrait être l'équivalent du Shanchol à moindre coût.
Plusieurs vaccins oraux à germes vivants génétiquement modifiés, soit contre le sérogroupe O1, soit contre le sérogroupe O139, sont à l'étude (phase animale ou premiers tests sur volontaires humains) aux États-Unis, à Cuba, en Inde et en Chine.
Des vaccins injectables sont en phase I : il s'agit de vaccins conjugués (un antigène de V. choleræ est liée à une protéine porteuse pour augmenter l'efficacité du vaccin). Ce vaccin serait protecteur sur le modèle souris.